# Hogmanay-Pass
Der Hogmanay-Pass ist ein 1230 m hoch gelegener Gebirgspass im Palmerland auf der Antarktischen Halbinsel. Er führt südwestlich der Scripps Heights vom Kopfende des Casey-Gletscher zum mittleren Abschnitt des Lurabee-Gletschers.
Luftaufnahmen des US-amerikanischen Polarforschers Lincoln Ellsworth vom November 1935 dienten dem US-amerikanischen Kartographen W. L. G. Joerg der Kartierung. Weitere Luftaufnahmen entstanden 1940 bei der United States Antarctic Service Expedition (1939–1941) und 1947 bei der Ronne Antarctic Research Expedition (1947–1948). Eine Hundeschlittenmannschaft des Falkland Islands Dependencies Survey erreichte den Pass 1960 an Silvester, auf das der namensgebende schottische Festtag Hogmanay fällt.